# Островной кролик
Островной кролик (лат. Sylvilagus graysoni) — один из видов американских кроликов (Sylvilagus) из отряда зайцеобразных, эндемик Островов Марии к западу от побережья Мексики . 

## Описание
Островной кролик достигает в длину, в среднем около 47 см, представители подвида S. g. badistes самые мелкие, в среднем около 44 сантиметров. Хвост составляет в среднем у первого подвида 5,0 см и второго - 3,3 см в длину, длина ступней соответственно -  9,5 и 9,1 см, и длина ушных раковин соответственно -  9,5 до 9,1 см. Окраска спины от коричневой до рыжевато-коричневой, бока заметно бледнее и брюхо белое с коричневым пятном под горлом.

## Распространение
Этот вид — эндемик архипелага острова Марии, на территории мексиканского штата Наярит, находящегося у западного побережья Мексики. Этот архипелаг состоит из четырех основных островов с общей площадью менее 500 км2. 
Высотное распространение — от уровня моря до высоты около 350 метров.

## Образ жизни
Об образе жизни данного вида известно крайне мало, вероятно, он сходен с таковым у мексиканского кролика. Животные очень доверчивы, для них характерна очень небольшая дистанция бегства , что, вероятно, объясняется небольшим числом хищников на острове. Его естественные враги, вероятно, только — енот (Procyon lotor), краснохвостый канюк (Buteo jamaicensis) и обыкновенная каракара (Caracara plancus).
Острова Марии имеют очень сухой климат, годовое количество осадков менее 630 мм. Растительность состоит из сухих лиственных лесов и местами заболоченных лесов. 

## Систематика
Островной кролик считается  отдельным видом американских кроликов рода Sylvilagus). В 1887 году вид был впервые научно описан Джоэлом Асафом Алленом как Lepus graysoni, Маркус Уорд Лион  в 1904 году впервые отнёс его к роду американских кроликов как Sylvilagus graysoni. Видовое латинское название дано в честь американского орнитолога Эндрю Грейсона (1819–1869).
Считается, что, как и щетинистый кролик, этот вид тесно связан с мексиканским кроликом (Sylvilagus cunicularius), который живет на материковой части Мексики. 
Описаны два подвида, номинативный S. g. graysoni, живущий на островах Мария-Мадре, Мария Магдалина и Мария-Клеофас, и подвид S. g. badistes, обитающий только на острове Сан-Хуанито.

## Угрозы и охрана
Международным союзом охраны природы и природных ресурсов (МСОП) островной кролик отнесен к видам, находящимся под угрозой исчезновения. Из-за крошечного ареала, общая его численность невелика. Численность на трёх основных островах сократилось в прошлом, стабильная популяция обитает только на острове Сан-Хуанито. 
Основной угрозой для животных является охота, колонизация островов людьми и использование земель сельскохозяйственного назначения. Колонизация происходила, в основном, за счет строительства государственной тюрьме. Особенно пострадали острова Мария-Мадре и Мария-Магдалена, а Мария-Клеофас и Сан-Хуанито оставался необитаемым. Кроме того, наблюдается конкуренция с интродуцированными животными, особенно свиньями и козами, белохвостым оленем (Odocoileus virginianus) и чёрными крысами (Rattus rattus).